# Telekon
Telekon é um álbum do músico britânico de new wave Gary Numan. 

## Faixas
Todas as músicas escritas por Gary Numan, exceto "Trois Gymnopédies", uma composição de Erik Satie.
1. "This Wreckage" – 5:26
2. "The Aircrash Bureau" – 5:41
3. "Telekon" – 4:29
4. "Remind Me to Smile" – 4:03
5. "Sleep by Windows" – 4:58
6. "We Are Glass"* – 4:47
7. "I'm an Agent" – 4:19
8. "I Dream of Wires" – 5:10
9. "Remember I Was Vapour" – 5:11
10. "Please Push No More" – 5:39
11. "The Joy Circuit" – 5:12
12. "I Die: You Die"* – 3:47
13. "A Game Called 'Echo'"* – 5:06
14. "Photograph"* – 2:43
15. "Down in the Park" (Piano Version)* – 2:27
16. "Trois Gymnopédies" (1º Movimento)"* – 4:15

- As faixas bônus do CD estão marcadas com um asterisco (*).